# Урея

В древнегреческой мифологии Уре́и (др.-греч. Oὔρεα «гора») были персонификациями гор, детьми Геи. Являлись изначальными божествами, первенцами элементных богов[кого?] и богини[какой?]. По словам Гесиода: 
И породила Гея длинные холмы, приятный приют для богинь-нимф, которые живут среди холмистых долин.
Десять Урей (Этна, Афон, Геликон, Китерон, Ниса, Олимп, Улудаг, Отрис, Парнис, Парнис) были партеногенетическим потомством Геи. Греки редко олицетворяли отдельную гору. Исключением может считаться Тмолус, который был и царем, и горой в Лидии. По верованиям, что у каждой горы есть своя местная нимфа, ореада.
Пиковые святилища, особенность минойской цивилизации на Крите, были также обнаружены в некоторых местах материковой Греции Тем не менее часть исследователей считают, что святилища не посвящены самим горам.